# Adolf Naef
Adolf Naef   (Herisau, 1 de maig de 1883 - Zúric, 11 de maig de 1949) va ser un zoòleg i paleontòleg suís. Es va especialitzar en els cefalòpodes i la taxonomia.
Adolf Naef estudià a la Universitat de Zúric sota la guia d'Arnold Lang (1855—1914), un amic íntim d'Ernst Haeckel. Naef treballà a la Stazione Zoologica de Nàpols el 1908, i estudià el calamar comú europeu Loligo vulgaris. Naef tornà a Nàpols a mitjan dècada de 1930 per estudiar els cefalòpodes i publicà la monografia Fauna und Flora des Golfes von Neapel und der Angrenzenden Meers-Abschitte (Fauna e Flora del Golfo di Napoli), which formed the basis for his two short but significant monographs on systematic theory. L'any 1922 va esdevenir Professor a la Universitat de Zagreb, i el 1927 Professor de Zoologia a la Universitat del Caire.

## Obres
- Studien zur generellen Morphologie der Mollusken, Ergebnisse und Fortschritte der Zoologie, Teil 1, Band 3, 1911, 73-164, Teil 2, Band 3, 1913, 329-462, Teil 3, Band 6, 1924, 27-124
- Idealistische Morphologie und Phylogenetik (zur Methodik der systematischen Morphologie), Jena: G. Fischer 1919
- Die Cephalopoden, Fauna und Flora des Golf von Neapel und der angrenzenden Meeres-Abschnitte, Berlin: Friedländer 1921
- Die Cephalopoden (Systematik), Fauna und Flora des Golf von Neapel und der angrenzenden Meeres-Abschnitte, Berlin: Friedländer 1923
- Die Cephalopoden (Embryologie), Fauna und Flora des Golf von Neapel und der angrenzenden Meeres-Abschnitte, Berlin: Friedländer 1928
- Die fossilen Tintenfische. Eine paläozoologische Monographie, Jena: Gustav Fischer 1922
- Über Morphologie und Stammesgeschichte, Vierteljahresschrift der Naturforschenden Gesellschaft Zürich, 70, 1925, 234-240
- Zur Diskussion des Homologiebegriffes und seiner Anwendung in der Morphologie, Biologisches Zentralblatt 46, 1926, 405–427.
- Über die Urformen der Anthropomorphen und die Stammesgeschichte des Menschenschädels, Die Naturwissenschaften 14, 1926, 445–452.
- Die Definition des Homologiebegriffes, Biologisches Zentralblatt 47, 1927, S. 187–190.
- Phylogenie der Tiere, Handbuch der Vererbungswissenschaft, Band 3, Borntraeger 1931
- Allgemeine Morphologie I, in L. Bolk u.a. Handbuch der vergleichenden Anatomie der Wirbeltiere, Band 1, Berlin 1931, 77-118
- Physlogenie der Tiere, in Dittler u.a. Handwörterbuch der Naturwissenschaften, Band 7, 2. Auflage, G. Fischer 1932, 3-17
- Die Vorstufen der Menschwerdung. Eine anschauliche Darstellung der menschlichen Stammesgeschichte und eine kritische Betrachtung ihrer allgemeinen Voraussetzungen., Jena: G. Fischer 1933